# إنجيل الحقيقة
إنجيل الحقيقة أحد أناجيل الأبوكريفا التي اكتشفت في مخطوطات نجع حمادي في سنة 1945م. 